# Picrato de potasio
El picrato de potasio, es un compuesto químico orgánico. Se trata de un material rojizo cristalino de color amarillo o verde. Es usado como un explosivo primario. El picrato de potasio anhidro posee cristales ortorrómbicos.
Fue preparado primero como impuro a mediados del siglo XVII por Johann Rudolf Glauber mediante la disolución de madera en ácido nítrico y neutralizado con carbonato de potasio. Se hace comúnmente mediante la neutralización de ácido pícrico con carbonato de potasio. Fue utilizado desde 1869. Sus aplicaciones principales son en pirotecnia, en algunos cohetes silbadores. El picrato de potasio no es un explosivo muy potente pero no deja de ser sensible a los golpes; en contacto con la llama este empieza a deflagar con un sonido fuerte. Si se enciende en un espacio confinado detonará. Es más sensible que el ácido pícrico.
En contacto con metales (por ejemplo, plomo, calcio, hierro); forma picratos de dichos metales. Estos son a menudo explosivos más peligrosos y más sensibles. El contacto con dichos materiales por lo tanto debe evitarse.
El picrato de potasio también se utiliza para determinar la concentración de tensioactivos no iónicos en agua.

## Sintesís
Al igual que con otros picratos, el picrato de potasio puede ser producido mediante la neutralización de ácido pícrico con el correspondiente carbonato (carbonato de potasio). Como el ácido pícrico es apenas soluble en agua, la reacción debe realizarse en un disolvente apropiado como metanol. En primer lugar disolver el ácido pícrico en metanol y después agregando carbonato de potasio este resultara en picrato de potasio. El control de temperatura es importante para evitar la detonación o la evaporación excesiva de metanol.

## Sensibilidad
Según Urbanski, el picrato de potasio detonó un 10% cuando fue golpeado por una masa de 2 kg lanzada desde una altura de 21 cm. En comparación, el picrato de plomo anhidro es mucho más sensible, detona un 10% cuando se golpea con la misma masa lanzada desde una altura de 2 cm.